# 梁井一
梁井 一（やない はじめ、1983年6月13日 - ）は、日本のAV監督。ハマジム（HMJM）所属。2009年デビュー。

## 来歴
- 2006年、SODクリエイトに入社。
- 2009年、AV監督デビュー。
- 2010年、ハマジム（HMJM）に移籍。
- 2013年、カンパニー松尾監督作品『テレクラキャノンボール 2013 賞品は神谷まゆと新山かえで』『裏テレクラキャノンボール 2013 女達のキャノンボール それぞれの朝』に出演。
- 2015年、AV OPEN 2015 に、監督作品『どついたるねんライブ　横山夏希』をエントリー[2]、IPPA賞を受賞した。
- 2021年、監督を務めた『ギャルすたグラム』シリーズがヒット[3]。

## 人物
- 神奈川県生まれ[1]。
- 一番衝撃を受けたAVは、カンパニー松尾監督作品『パラダイス オブ トーキョー』[4]。
- 松尾作品以外では、バクシーシ山下、インジャン古河、安達かおるの作品からも影響を受けている[4]。
- SOD 時代にカンパニー松尾と出会い、徐々に交流する機会が増え、松尾から「ハマジムで働かない？」と誘われ、ハマジムに移籍した[4]。
- 活発な女の子、元気な女が好き[5]。
- 中学時代にアナルオナニー経験があり、ニューハーフやゲイにも興味がある[5]。

## 監督作品

### シリーズもの
すべてハマジム（HMJM）発売
- ○○（女優名）（2010～2012年）- JULIA、ANON（花木あのん）、HARUKI（さとう遥希）
- PRIVACY（2011～2012年）- ハーフ SARA（沙羅）、MIKI（新城美稀）、南国少女 SEIRA（園田セイラ）
- 面接ドキュメント 通りすがりのAV女優（2011～2012年）
- 巨乳スカウトキャラバン オッパイ見ぃ～せて（2011年）
- 巨乳素人ハメ撮り図鑑（2011～2012年）
- 素人時代（2012年）
- RE ACTION（2013年）- みなせ優夏、西條るり
- 独占デビュー（2013年）- ゆう、望月ひより
- 中出し愛好家（2014～2015年）- あずみ真奈、水野朝陽、千乃あずみ、星野ひびき、霧島さくら
- 尻貴族（2015年）- 優希音・エミリ、月島杏奈・新山沙弥
- AV女優の裏側リポート（2015～2016年）
  - かたりたがーる - 長谷川リホ、青山未来、上原亜衣、紗藤まゆ、澁谷果歩
  - かたりたがらかいがーる - 森はるら

### 単発もの
- 大塚咲『ウチの嫁さんはAV女優です。』（SODクリエイト、2009年5月21日）
- ○校生の時大好きだった同級生は、阿利希カレラという人気AV女優になっていた――。気まずいけど、監督女優の関係で○校生の時を思い出しながらハメ撮りをした（SODクリエイト、2010年5月27日）
- 私はニューハーフ リオン　阿部リオン（HMJM、2011年2月26日）
- 愛しのコスメイト　青木美空（HMJM、2012年4月28日）
- 小悪魔ビッチ？ SWEET DEVIL　武藤つぐみ（HMJM、2014年1月25日）
- BEGINNER 18歳デビュー　栗山あいか（HMJM、2014年2月22日）
- レイプむちむち素人処女に陵辱実験　今井京香（HMJM、2014年3月22日）
- ポルノ★モンスター　峰岸ふじこ（HMJM、2014年5月24日）
- ボクは男の子ですけど、こんなカラダでも興奮してもらえますか？　大島薫（HMJM、2014年10月25日）
- どついたるねんライブ　横山夏希（HMJM、2015年9月1日）
- 18歳ほたる フライングデビュー　白玉ほたる（HMJM、2015年11月28日）
- True Love リアルカップルのセックス　榎本南那・横山夏希（HMJM、2016年6月25日）
- 初撮りドキュメント 新人19歳　真城リナ（HMJM、2016年7月30日）

他多数

## 出演

### 映画
- 劇場版 BiSキャノンボール 2014（2015年2月7日、スペースシャワーネットワーク）[6]
- 劇場版 アイドルキャノンボール2017（2018年2月3日、日活）[7]
- 劇場版 おうちでキャノンボール2020（2022年3月26日、ハマジム）[8]